# Druido (Dungeons & Dragons)
Nel gioco di ruolo fantasy Dungeons & Dragons, il Druido (Druid nella versione originale in inglese) è una delle classi base. È definito come colui che dedica la propria esistenza allo studio della natura e all'equilibrio della vita, abbandonando le comodità delle aree civilizzate per vivere e meditare in solitudine in boschi, foreste, ma anche deserti, tundre e altri tipi di ambienti naturali. Con il tempo il druido diventa custode e guardiano del territorio in cui abita, proteggendolo con devozione e punendo chi toglie la vita o danneggia altri esseri viventi compiendo atti distruttivi senza alcun motivo. Per un druido la cosa fondamentale è il mantenimento dell'equilibrio e il rispetto del ciclo naturale della vita: un druido punisce con la morte chi uccide solo se l'uccisione è stata compiuta inutilmente. Questa sua neutralità fa sì che anche atti benevoli non siano considerati automaticamente ben accetti. Un druido, che può essere definito un "sacerdote della natura", ha la capacità di manipolare la magia divina; il dono può essere concesso da una divinità legata alla natura o più generalmente dalla natura stessa, in segno di riconoscimento.
Quando, per scelta personale, un personaggio decide di diventare druido, deve abbandonare la civiltà e raggiungere una zona selvaggia protetta da un druido esperto; se viene accettato, l'aspirante inizia a meditare e a ricercare un equilibrio fisico e spirituale sotto la guida dell'insegnante. Una volta ritenuto pronto (generalmente è un processo che richiede lungo tempo) entra a far parte della società druidica e viene ammesso in un circolo druidico, cioè un'unione di druidi che si alleano per uno scopo comune. Il druido vive costantemente a contatto con la natura nel territorio che controlla; usualmente lo abbandona solo con un'importante motivazione. Se si ritrova a dover passare del tempo in un'area civilizzata preferisce stare all'aria aperta e dormire all'aperto o sotto ripari naturali (o, al limite, in un rifugio costruito con pietre).
Le capacità del druido sono legate al tempo che trascorre nelle terre selvagge. Acquisisce la capacità di riconoscere la flora e la fauna, di sapere se dell'acqua è potabile o meno. Sa muoversi attraverso la fitta vegetazione senza subire rallentamenti e senza lasciare tracce; ha l'immunità da veleni non minerali e non gassosi. Ad alto livello inoltre il druido smette di subire gli effetti dell'invecchiamento.
I druidi possono utilizzare senza inconvenienti un limitato tipo di armi, e non possono indossare armature di metallo o con parti metalliche. Preferiscono servirsi di equipaggiamento fatto con materiale una volta vivo (come legno e cuoio).
Druidico
Divenendo druido, il personaggio apprende il Druidico, un linguaggio segreto tramandato da druido a druido.
Forma selvatica
Il druido ha una capacità limitata nel tempo di trasformarsi in un animale di taglia piccola o media, per poi, quando lo desidera, ritornare alla forma originaria.
Compagno animale
Un druido è di solito accompagnato da un compagno animale. Al contrario del famiglio che affianca maghi e stregoni, questo compagno magico non viene comandato dal druido come un servitore, ma lo segue come amico e compagno d'avventura.

## Lancio di un incantesimo divino
Il lancio di un incantesimo divino da parte di un druido è solo il momento finale di un processo che inizia con la meditazione. Durante questa prima fase, il druido, pregando intensamente, chiede alla propria divinità (o alla natura stessa) di concedergli l'incantesimo richiesto; se la divinità acconsente, l'incantesimo rimane memorizzato nella mente e lanciato parzialmente; nel momento del bisogno, il druido terminerà il rito e l'incantesimo preparato manifesterà i suoi effetti. Il druido sceglie gli incantesimi da una lista differente da quella di altri incantatori divini.
Un druido non può lanciare incantesimi di allineamento opposto al proprio.
La Saggezza è una caratteristica molto importante per i druidi, poiché determina, fra l'altro, il livello di incantesimo massimo a cui può accedere.
Preparazione
Per poter lanciare un incantesimo il druido deve necessariamente, oltre che procurarsi gli eventuali componenti materiali, preparare in anticipo gli incantesimi scelti fra quelli che gli sono stati insegnati; per fare questo deve essere riposato (cioè aver fatto almeno 8 ore di riposo) e deve dedicare un po' di tempo (un'ora o meno) alla meditazione, senza che nulla interrompa la sua concentrazione. Il numero massimo di incantesimi giornalieri memorizzabili dipende dal livello del druido e dal suo punteggio di Saggezza. Una volta che la fase di preparazione è terminata, l'incantesimo rimane memorizzato e pronto per essere lanciato nella mente del druido finché questi non decide di lanciarlo completando il rituale.
Lancio
Per completare il lancio di un incantesimo, e quindi provocare gli effetti dello stesso, il druido deve compiere una precisa sequenza di linguaggio verbale mistico (componente verbale) e gesti complicati (componente somatica), anche se non necessariamente entrambi, uniti, eventualmente, ad alcuni oggetti o sostanze (componente materiale, che viene consumata durante il lancio, e componente focus, che rimane inalterata al termine del lancio, componente focus divina, un oggetto sacro). Per fare questo, il druido deve essere concentrato; se qualcosa rompe la sua concentrazione, l'incantesimo è perduto. Una volta lanciato, l'incantesimo si cancella definitivamente dalla mente del druido, che, per poterlo riutilizzare, deve meditare nuovamente.
Lancio spontaneo
Il druido può, se lo desidera, utilizzare il potere della sorgente divina per lanciare un incantesimo non preparato, al posto però di uno preparato in precedenza; il lancio spontaneo deve riguardare incantesimi di evocazione naturale.

## Evoluzione
- OD&D[3][4]: il Druido è introdotto per la prima volta come PNG nel supplemento Greyhawk, descritto come multiclasse Guerriero/Chierico (con limitazioni nel livello massimo raggiungibile in entrambe le classi); i druidi sono solo umani di allineamento Neutrale che hanno limitatamente la capacità di trasformarsi in rettile, uccello o animale. Con il supplemento Eldritch Wizardry il Druido è una sottoclasse del Chierico, ed è quindi selezionabile dal giocatore come classe per il suo PG se quest'ultimo è un Chierico di razza umana di allineamento Neutrale con un punteggio minimo di 12 in Saggezza e 14 in Carisma. Viene specificato che il druido non ha altre divinità se non la Natura, che deve servire come propria divinità patrona. Il vischio è il suo simbolo sacro. Utilizza la magia divina come un chierico ma ha una propria lista di incantesimi e non può scacciare o comandare i non-morti. Può utilizzare solo armature di cuoio e scudi di legno, e solo le seguenti armi: falcetto (la tipica arma druidica), pugnale, scimitarra, lancia, fionda. Progressivamente, con l'aumento di livello, oltre alla capacità di mutare forma in un animale, guadagna alcune capacità speciali: identificazione di animali, piante e bontà dell'acqua, muoversi attraverso la fitta vegetazione senza subire rallentamenti, immunità da incantesimi che influiscono sulla volontà mentale lanciati da creature dei boschi. Conosce inoltre il druidico e, con l'aumento di livello, apprende altri linguaggi da scegliere fra quelli di creature che tipicamente abitano i boschi. Rispetto ad un chierico normale, il druido ha un bonus ai TS contro attacchi fatti con il fuoco. Un personaggio di 10º livello, per poter accedere all'11º livello e conquistare il titolo di Druido, è costretto (a meno che non ci sia un posto vacante) a trovare e sconfiggere in un combattimento non mortale e senz'armi uno dei quattro druidi di 11º livello esistenti (non possono esisterne altri di questo livello nella società druidica, che è divisa in circoli a numero di membri limitato). Se perde, subisce una pesante perdita in punti esperienza e rimane dello stesso livello; se vince, guadagna il livello. Il combattimento andrà ripetuto nel momento del nuovo passaggio di livello contro uno dei due druidi di 12º livello, e poi contro l'unico di 13°.
- AD&D1ed[5]: è presente come sottoclasse del Chierico, ma, oltre a poter essere di razza umana, può essere anche di razza mezzelfica. Con l'introduzione dei nove allineamenti, quello obbligatorio è Neutrale (vero). Rispetto ad OD&D, uno dei requisiti di accesso è leggermente aumentato, poiché il punteggio minimodi Carisma richiesto è 15; la lista delle armi utilizzabili è modificata eliminando il falcetto e aggiungendo martello, dardi, randello e bastone. Le capacità speciali sono rimaste invariate, anche se ora il Druido può muoversi attraverso la fitta vegetazione anche senza lasciare tracce; il bonus ai TS è stato allargato anche agli attacchi che causano danni da elettricità. Dato che è stato inserito un livello in più prima di poter accedere al titolo di Druido, il livello massimo raggiungibile è il 14°. La società druidica è così costituita:
  - 12º livello -> 9 Druidi
  - 13º livello -> 3 Arcidruidi
  - 14º livello -> 1 The Great Druid
- D&D4ver[6]: a partire dalla scatola Companion, un Chierico umano di 9º livello con allineamento Neutrale può accedere alla sottoclasse del Druido. Essendo fondamentalmente un chierico, non può utilizzare armi da taglio o appuntite[7]  oltre che non potere utilizzare armi e armature con parti metalliche. La società druidica è così costituita:
  - 30º livello -> 9 druidi
  - 31º livello -> 7 druidi
  - 32º livello -> 5 druidi
  - 33º livello -> 4 druidi
  - 34º livello -> 3 druidi
  - 35º livello -> 2 druidi
  - 36º livello -> 1 druido (The Great Druid)

Quindi, per poter accedere a questi livelli, il druido deve sconfiggere non mortalmente e senz'armi un altro druido di livello superiore. La sconfitta, oltre che ad una perdita in PE, prevede un'attesa di alcuni mesi prima di poter tentare nuovamente.
- AD&D2ed[8]: è presente come classe base (anche se di fondo viene considerato un Chierico specialista) inserita nel gruppo dei Sacerdoti; ha quindi in comune con le altre classi del gruppo la tabella dei punti esperienza, il Dado Vita e la tabella del numero di incantesimi che può lanciare giornalmente. Per poter accedere alla classe, il personaggio ha le stesse restrizioni nelle razze, nell'allineamento e nei punteggi di caratteristica di AD&D1ed. Anche le armi concesse sono le stesse della prima edizione, ma al posto del martello è reintrodotto il falcetto. Il druido non ha più una lista di incantesimi apposita, ma ha accesso a sei sfere maggiori e una sfera minore (legate alla natura e alla guarigione) fra cui scegliere i propri incantesimi. Il vischio è il suo simbolo sacro, necessario per alcuni incantesimi: deve essere colto con la luna piena e con un falcetto adatto fatto d'argento o d'oro. La società druidica non ha subito cambiamenti dalla prima edizione, ma vengono aggiunti ulteriori gradi di potere oltre il 14º livello:
  - 15º livello (Druido Grandioso): se il Grande Druido (14º livello) è unico nella sua regione, il Druido Grandioso lo è nel mondo. Regolarmente guadagna incantesimi addizionali. Si può diventare Druido Grandioso solo per scelta di quello in carica: infatti, per raggiungere il 16º livello, deve nominare un successore fra i Grandi Druidi esistenti.
  - 16º livello e successivi (Gerofante): il Druido Grandioso, dopo aver nominato un successore, diventa un gerofante (perde gli incantesimi addizionali guadagnati precedentemente), e prosegue come tale fino al massimo livello consentito. Come druido gerofante non ottiene più l'aumento del numero di incantesimi previsto nella normale progressione del Sacerdote, ma guadagna progressivamente alcune capacità speciali, come non subire gli effetti dell'invecchiamento, l'immunità ai veleni naturali, mutare a piacimento il proprio aspetto, essere morto in apparenza per un determinato periodo di tempo, trasferirsi sul Piano Elementare della Terra, su quello del Fuoco, dell'Acqua e dell'Aria. Le combinazioni multiclasse consentite per il mezzelfo sono:
  - Guerriero/Druido
  - Druido/Ranger
  - Druido/Mago
  - Guerriero/Mago/Druido
- D&D3.0[9]: oltre che l'allineamento Neutrale sono consentiti anche quelli parzialmente neutrali. Il Druido è competente nell'uso dello scudo e delle armature leggere e medie, ma la limitazione per le parti metalliche rimane. Le armi in cui ha competenza sono: bastone ferrato, dardi, falcetto, fionda, lancia (corta, mezza e lunga), pugnale, randello e scimitarra; queste sono le sole che può utilizzare senza subire una temporanea perdita delle proprie capacità speciali. Gli incantesimi divini che può lanciare devono essere scelti da una lista apposita. Fra i privilegi di classe viene aggiunto il compagno animale. La società druidica rimane solo concettualmente, senza più imposizioni. Il Gerofante è una classe di prestigio.
- D&D3.5[10]: può lanciare incantesimi spontaneamente similmente al chierico, ma quelli consentiti sono di evocazione naturale. Fra i privilegi di classe viene aggiunto Empatia Selvatica (prima era l'abilità Empatia Animale), cioè la capacità di un druido di influenzare il comportamento di un animale. Il privilegio di classe Senso della natura è cambiato: prima aveva la conoscenza di animali, piante e bontà dell'acqua, ora ha un bonus alle prove di abilità di Conoscenza (natura) e Sopravvivenza. Il privilegio di classe "compagno animale" viene modificato (solo un animale, che si potenzia secondo il livello del druido), viene tolta la limitazione per l'utilizzo di armi.

## Ambientazioni

### Forgotten Realms
Nel Faerûn, un druido non si discosta molto dal modello classico descritto nel Manuale del Giocatore, anche se la tipologia di druido varia da regione a regione. La sorgente divina per gli incantesimi non è la natura, ma deve essere una divinità legata alla natura. Alcuni esempi sono:
- Pantheon faerûniano
  - Chauntea (Divinità maggiore) (NB) (Agricoltura, Piante coltivate, Contadini, Giardinieri, Estate)
  - Silvanus (Divinità maggiore) (N) (Natura selvaggia, Druidi)
  - Talos (Divinità maggiore (CM) (Tempeste, Distruzione, Ribellione, Esplosioni, Terremoti, Vortici)
  - Mielikki (Divinità intermedia) (NB) (Foreste, Creature della foresta, Ranger, Driadi, Autunno)
  - Umberlee (Divinità intermedia) (CM) (Oceani, Correnti, Onde, Venti marini)
  - Eldath (Divinità minore) (NB) (Luoghi tranquilli, Sorgenti, Pozze d'acqua, Cascate)
  - Malar (Divinità minore) (CM) (Cacciatori, Caccia, Sete di sangue, Licantropi malvagi, Bestie predatrici)
  - Gwaeron Windstrom (Semidivinità) (NB) (Seguire tracce, Ranger del Nord)
  - Lurue (Semidivinità) (CB) (Bestie parlanti e intelligenti, Creature non umanoidi)
  - Nobanion (Semidivinità) (LB) (Regalità, Leoni, Bestie feline e bestie buone)
  - Shiallia (Semidivinità) (NB) (Boschi e foreste, Fertilità dei boschi, la Grande Foresta, il Bosco di Neverwinter)
  - Ulutiu (addormentato) (Semidivinità) (LN) (Ghiacciai, Zone artiche, Abitanti delle zone artiche)
- Pantheon chultiano
  - Ubtao (Divinità maggiore) (N) (Creazione, Giungle, Chult, Abitanti di Chult, Dinosauri)
- Pantheon mulhorandi
  - Isis (Divinità intermedia) (NB) (Clima, Fiumi, Agricoltura, Amore, Matrimonio, Magia buona)
  - Osiris (Divinità intermedia) (LB) (Vegetazione, Morte, Defunti, Giustizia, Raccolto)
  - Set (Divinità intermedia) (LM) (Deserti, Distruzione, Siccità, Notte, Putrefazione, Serpenti, Odio, Cattiveria, Tradimento, Magia malvagia, Ambizione, Veleno, Omicidio)
  - Anhur (Divinità minore) (CB) (Guerra, Conflitto, Prestanza fisica, Tuono, Pioggia)
  - Sebek (Semidivinità) (NM) (Pericoli fluviali, Coccodrilli, Coccodrilli mannari, Terre umide)
- Pantheon elfico
  - Aerdrie Faenya (Divinità intermedia) (CB) (Aria, Clima, Uccelli, Pioggia, Fertilità, Avariel)
  - Deep Sashelas (Divinità intermedia) (CB) (Oceani, Elfi marini, Creazione, Conoscenza)
  - Rillifane Rallathil (Divinità intermedia) (CB) (Boschi, Natura, Elfi dei boschi, Druidi)
- Pantheon gnomesco
  - Baervan Wildwanderer (Divinità intermedia) (NB) (Foreste, Viaggi, Natura)
  - Segojan Earthcaller (Divinità intermedia) (NB) (Terra, Natura, Defunti)
- Pantheon halfling
  - Cyrrollalee (Divinità intermedia) (LB) (Amicizia, Fiducia, Il focolare domestico, Ospitalità, Artigianato
- Pantheon nanico
  - Thand Harr (Divinità minore) (CB) (Nani selvaggi, Sopravvivenza nella giungla, Caccia)

I druidi sono molto diffusi, dato che nel continente abbondano le zone selvagge, e ricoprono ruoli importanti nella società poiché la religione e le divinità sono una componente fondamentale della vita quotidiana degli abitanti. Un importante circolo druidico è l'Enclave di Smeraldo.

## Altre informazioni
Titoli (mai tradotti in italiano) assegnati al Druido in base al livello (AD&D 1ª edizione). Fra parentesi, dopo il titolo, è indicato il numero massimo di druidi che possono avere quel titolo nella società druidica:
| Titolo | Livello                    |
| ------ | -------------------------- |
| 1      | Aspirant                   |
| 2      | Ovate                      |
| 3      | Initiate of the 1st Circle |
| 4      | Initiate of the 2nd Circle |
| 5      | Initiate of the 3rd Circle |
| 6      | Initiate of the 4th Circle |
| 7      | Initiate of the 5th Circle |
| 8      | Initiate of the 6th Circle |
| 9      | Initiate of the 7th Circle |
| 10     | Initiate of the 8th Circle |
| 11     | Initiate of the 9th Circle |
| 12     | Druid (9)                  |
| 13     | Archdruid (3)              |
| 14     | The Great Druid (1)        |